# ステイングリムル・ヘルマンソン
ステイングリムル・ヘルマンッソン（アイスランド語: Steingrímur Hermannsson、1928年6月22日 - 2010年2月1日）は、アイスランドの政治家。1983年から1987年と、1988年から1991年の2度にわたって同国の首相を務めた。

## 生い立ち
1928年、アイスランド王国のレイキャヴィークで生まれた。父は、同国の首相を2度務めたヘルマン・ヨーナソン。著名な政治家の息子として、ステイングリムルは世界恐慌が直撃した同国でも比較的不自由なく育てられた。一方、父のリビングで議論される国内情勢を耳にしていたため、第二次世界大戦に対するアイスランドの政治にとりわけ近かった少年でもあった。

## 教育
父の後を継いで政界に入ることを望んでいなかったステイングリムルは、1948年にアメリカに渡り、シカゴで工学を勉強し、後にカリフォルニア工科大学で学んだ。帰国後、私生活とビジネスキャリアの両方で問題を経験し、最終的には1960年代に政界に身を投じた。1971年、ステイングリムルは進歩党所属でアルシングの議員に選ばれた。1979年には同党の議長に就任する。

## 政治
1983年、ステイングリムルは首相に就任し、1987年まで務めた。また、1988年から1991年にかけて再び首相の職に就いている。その他、法務大臣・農務大臣（兼任、1978年 - 1979年）、漁業大臣・通信大臣（兼任、1980年 - 1983年）、外務大臣（1987年 - 1988年）などを歴任している。所属していた進歩党においては、1979年から1994年まで議長を務めた。その後、アイスランド中央銀行の総裁に就任し、1998年に引退した。
彼が首相として残した功績については、彼が、政治的なひいきや贈収賄に悩まされたと言われるアイスランド政治の「古いシステム」の最後の体現者であることを大いに考慮すると、多少の議論がある。この「古いシステム」は、大規模な経済改革とと行政改革を実行した次のダビッド・オッドソン政権で徐々に取り除かれていった。しかし、ステイングリムルを支持する層からは、1980年代から1990年代前半の難しい経済情勢に対応したことを評価する声もある。

### 国際関係
世界的に見て、彼が首相として最高の瞬間を迎えたのは1986年の時であった。彼は、ロナルド・レーガンアメリカ合衆国大統領とミハイル・ゴルバチョフソビエト連邦共産党書記長との会談（レイキャビーク・サミット）のホスト役を務めた。当時、両国間の軍縮に関する協議が成功するとは考えられていなかったが、レイキャビークでの会談により中距離核戦力全廃条約の基本的な合意がなされ、冷戦終結への道が開かれた。同時に、アイスランド政府による会議運営も広く賞賛された。
1991年1月、前年にソビエト連邦からの独立を宣言していたリトアニアに対し、ソ連は軍事介入を行った（流血の一月）。ステイングリムルは、リトアニア共和国最高会議議長のヴィータウタス・ランズベルギスを強く支持することを表明した。後に、アイスランドはリトアニアのソ連からの独立を最初に承認した国となった。
ステイングリムルは引退した当初こそ、時事問題に対してあまり自分の意見を述べず、控えめな態度を取っていた。しかし、後にアイスランドのEU加盟に反対する組織、Heimssýnの創設メンバーとなった。また、進歩党の政策にもだんだんと厳しく批判するようになった。彼は2007年の総選挙で議席獲得を目指した環境保護運動「アイスランド運動」を公に支援し、TVCMにも出演したが、アイスランド運動の議席獲得はならなかった。これらの活動の結果から進歩党の「長老」としての非公式な地位をほぼ失ってしまっても、なお活動を続けるものと目されていた。
晩年のステイングリムルは、よく好かれ尊敬される長老政治家であり、1996年の大統領選挙では有力な候補者になると見られていた。しかし、70歳で引退するという意向を述べて、速やかにこれを固辞した。彼の伝記は1998年から2000年にかけて3巻が出版され、ベストセラーになった。

## 家族
ステイングリムルは2回結婚し、6人の子供がいた。末の息子のグドムンドゥル・ステイングリムソンはアイスランドの政治家であり、2007年の選挙では同盟から立候補したが、2009年には父や祖父と同じ進歩党に移っている。